# Colonne d'Helfaut
La colonne ou obélisque d'Helfaut est un monument commémoratif construit en mémoire de la mort du duc et prince d'Orléans, près de Saint-Omer, sur le plateau d'Helfaut.
Il s'apparente en fait plutôt à un obélisque posé sur un socle cubique. L'ouvrage est fait de pierres d'un calcaire relativement tendre, probablement prélevé à proximité. Très dégradé il a fait l'objet d'une restauration à la fin des années 1990.

## Histoire du monument
Cet édifice a été construit entre le 11 août et le 20 août 1842 en mémoire du prince et duc Ferdinand-Philippe d'Orléans, l'un des 10 fils (l'aîné) du roi Louis-Philippe, fondateur sur ce site, le 28 septembre 1840 au camp d'Helfaut, d'un corps de 10 bataillons de « chasseurs à pied » ou « chasseurs d'Orléans » (qui deviendra ensuite le corps des chasseurs alpins). (Remarque : il existe aussi une rue du Duc-d'Orléans à Helfaut).
À cette époque, la ville proche de Saint-Omer est une des premières villes de garnison de France.
Ferdinand-Philippe d'Orléans est venu plusieurs fois à Saint-Omer (au moins en 1833, 1838, 1839, 1841) avec son frère le duc de Nemours pour y notamment commander les manœuvres de ses troupes au camp d'Helfaut (fondé par les Anglais au début des années entre 1810 et 1820 en vertu d'un traité d'occupation). Ce camp aurait ensuite abrité 10 000 à 30 000 soldats et personnels (chiffres variant selon les sources et les époques).
Il est mort accidentellement, le 13 juillet 1842, à Neuilly-sur-Seine, en tentant de sauter hors de sa voiture emportée par des chevaux affolés. 

Il se rendait alors à Saint-Omer d'où il devait aller inspecter ses chasseurs au « Camp d'Helfaut ». 

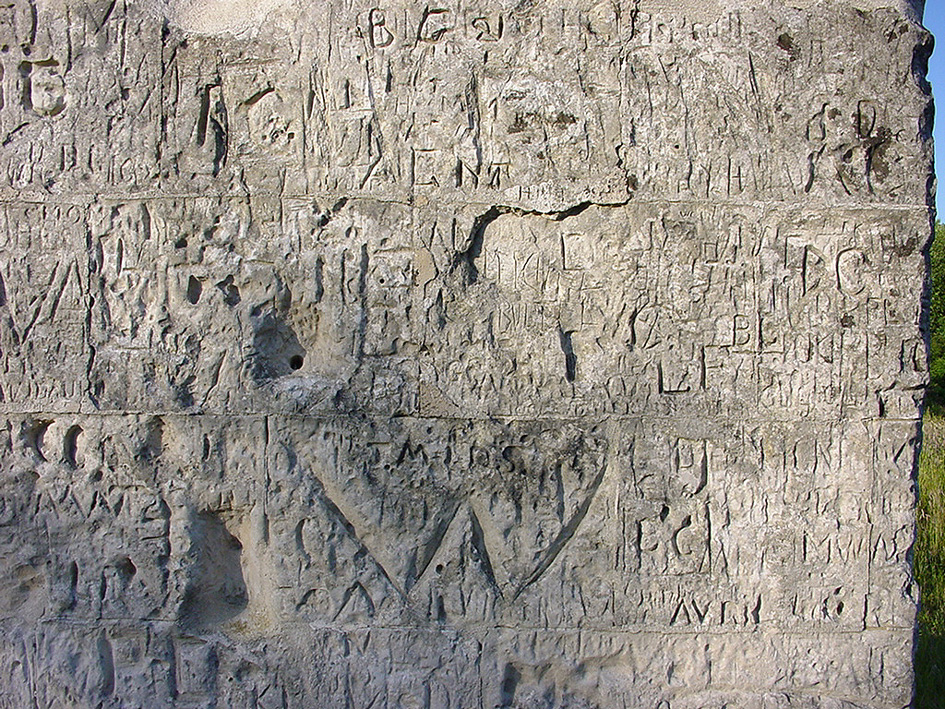
Détail du socle, couvert de graffitis gravés dans la pierre calcaire blanche

La colonne a failli disparaitre lors de la Seconde Guerre mondiale ; elle a été si violemment secouée par les intenses bombardements visant la proche coupole d'Helfaut (construite par les nazis pour y produire des fusées V2), que les pierres de l'édifice en ont été complètement désolidarisées dans sa partie supérieure. À la suite de l'exploitation de la couche supérieure de sable en périphérie du site, la colonne s'est trouvée isolée sur un monticule de sable.

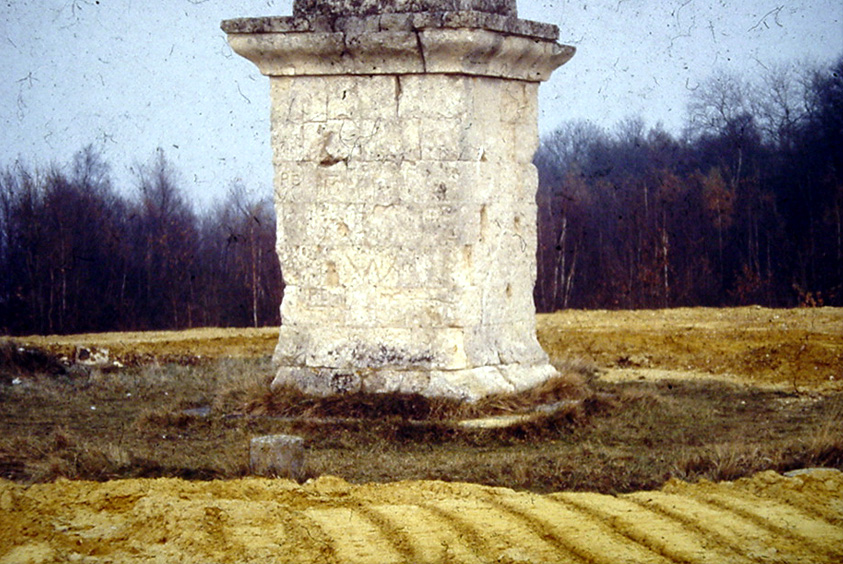
Travaux de terrassement pour reconstitution de l'ancien niveau du sol

Elle a fait l'objet d'une restauration dans les années 1990.

## Statut juridique
Le site (lieu-dit « Les bruyères ») est positionné sur la commune d'Helfaut, près de la limite avec celle de Blendecques.
Un chemin, longé de charmes (charmille) conduisait autrefois de l'obélisque à Blendecques. Il a été coupé par une carrière de craie ensuite transformée en décharge industrielle (boues papetières essentiellement) par la papeterie Avot-Vallée sise en contrebas du plateau d'Helfaut dans la vallée de l'Aa.
Le site a été inscrit, ainsi que son tertre, aux monuments historiques par un arrêté du 29 novembre 1985.

## Le site et son environnement
De la présence des soldats il reste peu de traces, hormis des restes d'aménagements aujourd'hui ensevelis sous les bois et un étang dit « étang du fort » à Blendecques, ainsi que 3 buttes dites « buttes de tir » qui sont peut-être elles-mêmes des reliques d'ouvrages préhistoriques ou médiévaux.
Ce petit triangle sableux hébergeait autrefois une grande quantité d'insectes remarquables, hyménoptères fouisseurs, colonies de fourmis creusant leurs nids dans le sable, bousiers notamment. En raison de son pH (acidité naturelle des sables lessivés) et de son caractère xérophile (sec et chaud), ce site abritait de remarquables populations de bruyères (cendrées sur sa partie centrale, avec quelques touffes de bruyère tétralix dans sa partie la plus éloignée de la route, plus fraiche). Ces bruyères ont pratiquement disparu.

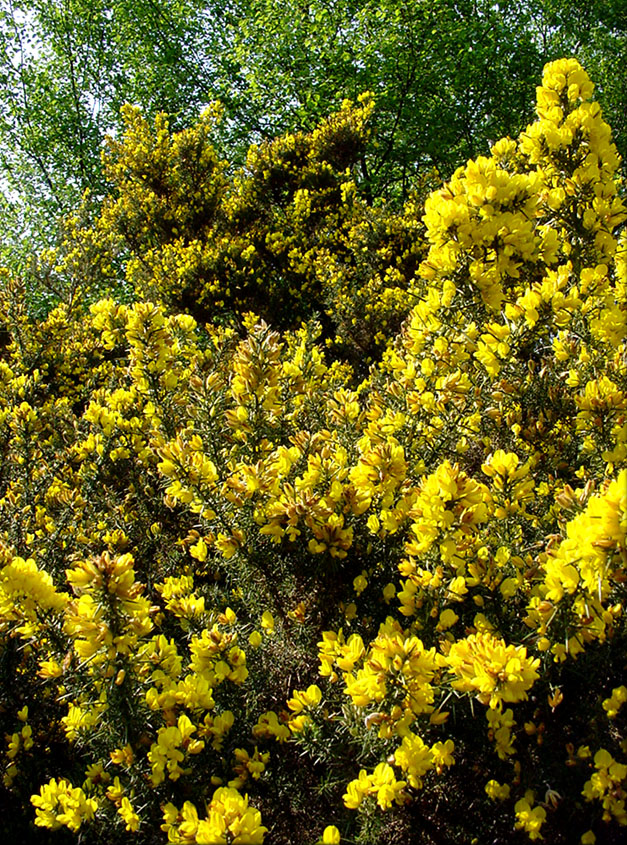
L'ajonc est une légumineuse qui tend à enrichir le sol et à faire évoluer le milieu ouvert vers un boisement fermé, ici au pied du tertre de la colonne (en mai 2001)

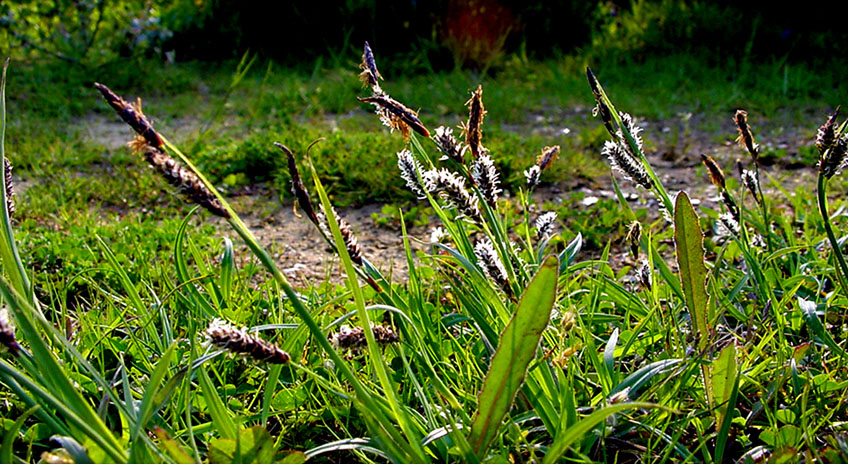
La nature sableuse et acide du sable du plateau d'Helfaut explique la présence d'une flore inhabituelle pour la région

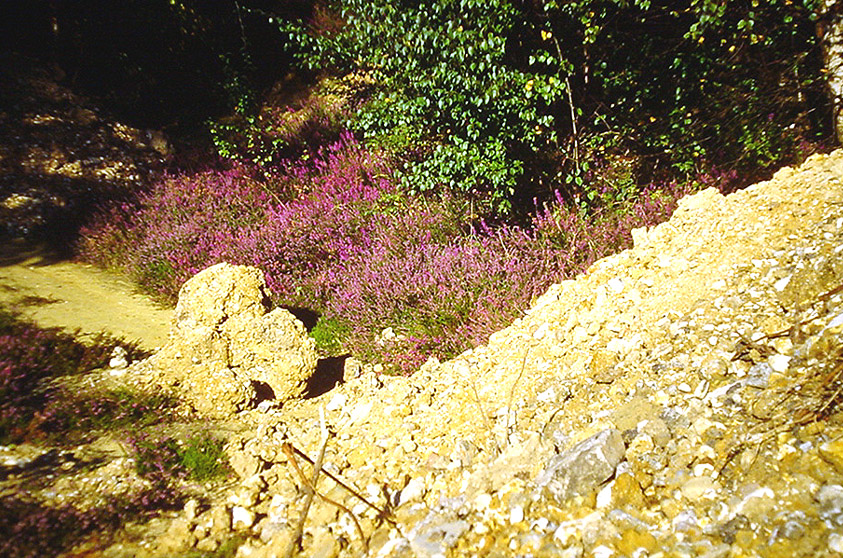
1994 : Entre la colonne et la route, les anciens tapis de bruyères sont ensevelis par des apports de remblais (plus de 2 m d'épaisseur)

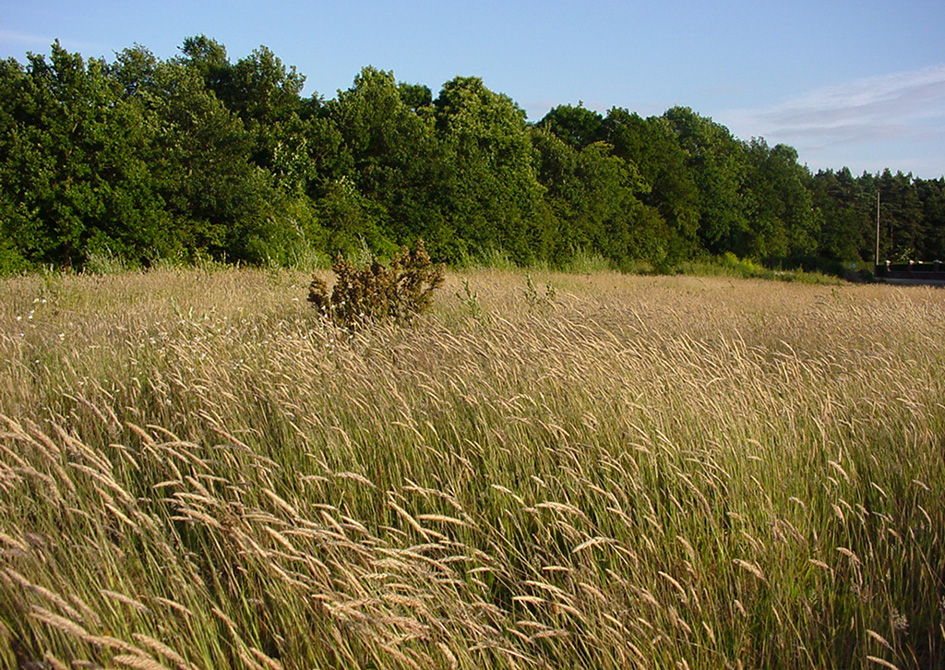
Après les terrassements et apports de remblai destinés à reconstituer l'ancien niveau du sol autour de la colonne, une belle prairie de graminées sauvage s'est installée (ici photographiée de la colonne, le 30 juin 2001), mais au détriment des tapis de bruyères qui colonisaient autrefois cette zone

Pour des raisons écologiques et paysagères, il a été suggéré par la DIREN et le conseil régional, en lien avec le Parc naturel régional et les Monuments historiques, dans les années 1990 que ce site puisse faire partie de la Réserve naturelle des Landes d'Helfaut, l'une des anciennes réserves naturelles volontaires (devenues réserves naturelles régionales) établies en guise de mesures compensatoires à la fragmentation du plateau d'Helfaut par la VNVA (Voie nouvelle de la vallée de l'Aa) plus souvent nommée « Contournement d'Heuringhem », mais la commune ne l'a pas souhaité.
Ce site, qui avait dans un premier temps fait l'objet de prélèvements importants de sable, a ensuite reçu un apport en déchets de démolition et sable (sable issus du creusement des fondations des bâtiments ajoutés sur le site voisin de l'ancien sanatorium d'Helfaut, lors de sa transformation en centre hospitalier général sous la direction d'André Serrurier dans les années 1980).
Pour des raisons mal expliquées, mais non spécifiquement locales, une forte augmentation des populations de tiques a été notée des années 1980 à 2000, tout particulièrement dans ce secteur, sur la lisière boisée.

## Galerie d'images

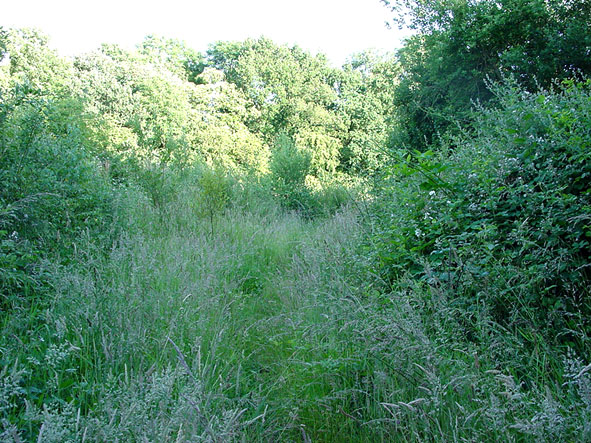
Chemin contournant le tertre de la colonne (juillet 2001)